# 布倫庫勒湖 (德國)
52°48′47″N 10°31′1″E / 52.81306°N 10.51694°E

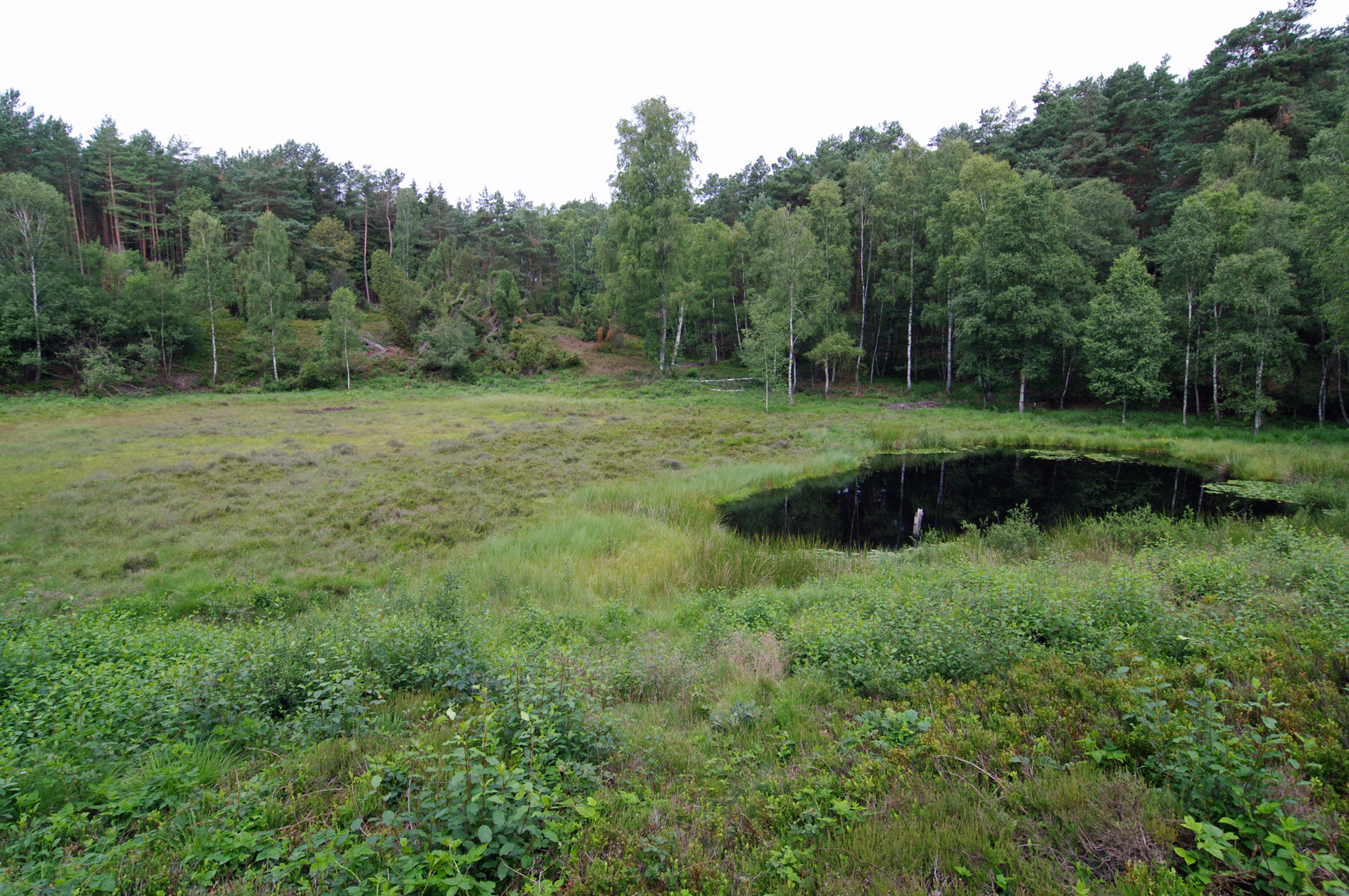

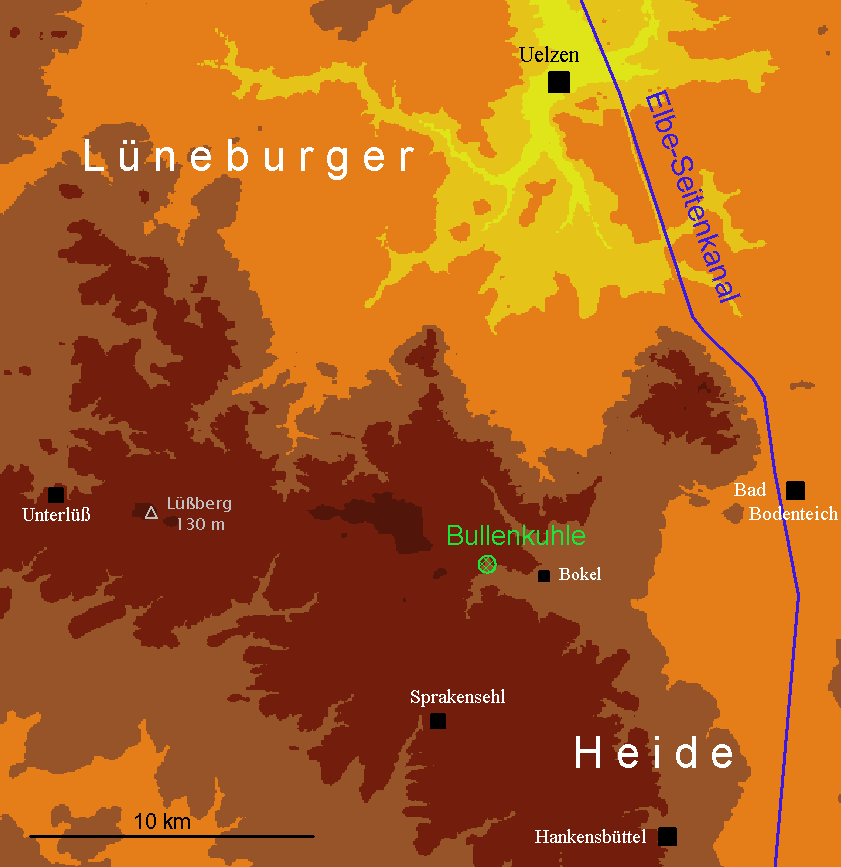

布倫庫勒湖（德語：Bullenkuhle），是德國的湖泊，位於該國西北部，由下薩克森州負責管轄，處於吉夫霍恩縣，長0.9公里、寬0.6公里，面積0.004平方公里，海拔高度97米。